# Lu Yufei
Lu Yufei (Henan, 28 marzo 2000) è una ginnasta cinese, membro della nazionale cinese di ginnastica artistica.

## Carriera senior

### 2019
Nel 2019 partecipa all'American Cup, concludendo la gara al sesto posto.
Successivamente partecipa ai Campionati Asiatici, dove vince 2 ori (squadra e parallele) e l'argento nel concorso individuale.

### 2020
Partecipa ai Campionati nazionali dove vince la medaglia di bronzo al corpo libero.

### 2021
Ai Campionati nazionali conquista 2 ori (individuale e corpo libero) e 1 argento alla trave.
Il 3 luglio viene scelta per la squadra olimpica insieme a Zhang Jin, Tang Xijing e Ou Yushan.

#### Olimpiadi di Tokyo
Il 25 luglio prende parte alle Qualifiche, tramite le quali la nazionale cinese accede alla finale a squadre col terzo punteggio, mentre individualmente si qualifica al quattordicesimo posto per la finale all-around e al quinto per la finale alle parallele.
Il 27 luglio la squadra cinese prende parte alla finale, concludendo al settimo posto.
Il 29 luglio partecipa alla finale all-around terminando in diciottesima posizione.
Il 1º agosto partecipa alla finale a parallele, terminando al quarto posto.